# Марк Цейоній Юліан Каменій
Марк Цейоній Юліан Каменій (лат. Marcus Ceionius Julianus Camenius; ? — після 334) — державний діяч часів пізньої Римської імперії.

## Життєпис
Походив з патриціанського роду Цейоніїв. Син Марка Цейонія Прокула, консула 289 року, та Алфенії Юліани. Здобув гарну класичну освіту. Незважаючи на політику імператора Константина I Великого щодо християнізації зберіг вірність поганству. Був членом колегій авгурів, понтифіків. Водночас був послідовником культів Гекати, Кібели, Мітри.
Разом з тим з огляду на високий статус родини Цейонія Юліана зробив гарну кар'єру. У 333 році призначений міським префектом. На цій посаді перебував до 334 року. Його змінив зять Амній Аніцій Паулін. Про подальшу діяльність Каменія нічого невідомо.

## Родина
Дружина — Авхерія басса
Діти:
- Цейонія, дружина Амнія Аніція Пауліна, міського префекту Риму у 334—335 роках